# 第二管区海上保安本部
第二管区海上保安本部（だいにかんくかいじょうほあんほんぶ）は、主に東北地方の太平洋、ならびに青森県、岩手県、宮城県、秋田県、山形県、福島県を管轄範囲とする、海上保安庁の管区海上保安本部の一つである。
略称は二管（二管本部と称呼することもある）、英語表記は2nd Regional Coast Guard Headquarters。本部は宮城県塩竈市貞山通にあり、下部組織として7つの海上保安部、3つの海上保安署、航空基地1カ所を有する。

## 特徴
管区内には、特定重要港湾かつ中核国際港湾の仙台塩釜港を初めとした重要港湾15港（八戸港・小名浜港・秋田港など）や地方港湾があり、また、特定第3種漁港4港（八戸漁港・気仙沼漁港・石巻漁港・塩釜漁港）や漁獲高の大きい女川漁港を初めとした392の漁港などがあって、多数の船舶が往来している。
世界三大漁場の三陸海岸沖を初めとして漁業の盛んな地域であるため、二管の活動の多くを漁船の安全操業のための監視活動、暴力団関係者や不法漁民による密漁の摘発が占めている。管区内は、濃霧が発生しやすく海難事故が多く発生する海域であることから、巡視船の他、フェリーや水産庁や各県の漁業取締船から広く情報を集め、速やかに海象情報を通報する体制を構築している。
また、女川原子力発電所や下北半島、福島県浜通り地方に点在する原子力関連施設や国際海峡である津軽海峡の警備業務、日本とアメリカ合衆国を結ぶ北米航路の中の広い範囲を占めていることから、第一管区海上保安本部や第三管区海上保安本部と協力したSAR協定に基づく沖合水域の海難救助業務も大きな仕事である。

## 二管関連年表
- 1948年5月1日：海上保安庁発足とともに塩釜海上保安本部として設置。管轄地域は東北地方および周辺海域。
- 1950年6月1日：第二管区海上保安本部に改編。
- 2007年（平成19年）4月1日：塩釜海上保安部を宮城海上保安部に改称。
- 2011年（平成23年）3月11日：東北地方太平洋沖地震によって発生した津波（東日本大震災）により、管内の太平洋側保安部等が浸水被害を受け、特に釜石海上保安部及び宮古・気仙沼・石巻保安署は壊滅的被害を受け基地機能を喪失、仙台航空基地も基地機能喪失に加え、多数の所属航空機が流出したうえ、宮城海上保安部所属の巡視船くりこまが津波で漂流し、松島湾内で座礁した。また、津波襲来を受け、第二管区本部及び歌津送信所では、周辺住民を避難誘導し、庁舎に収容する等職員が対応にあたった（海上保安庁広報資料から）。
- 2011年（平成23年）10月1日：仙台航空基地に機動救難士を配置。

## 組織

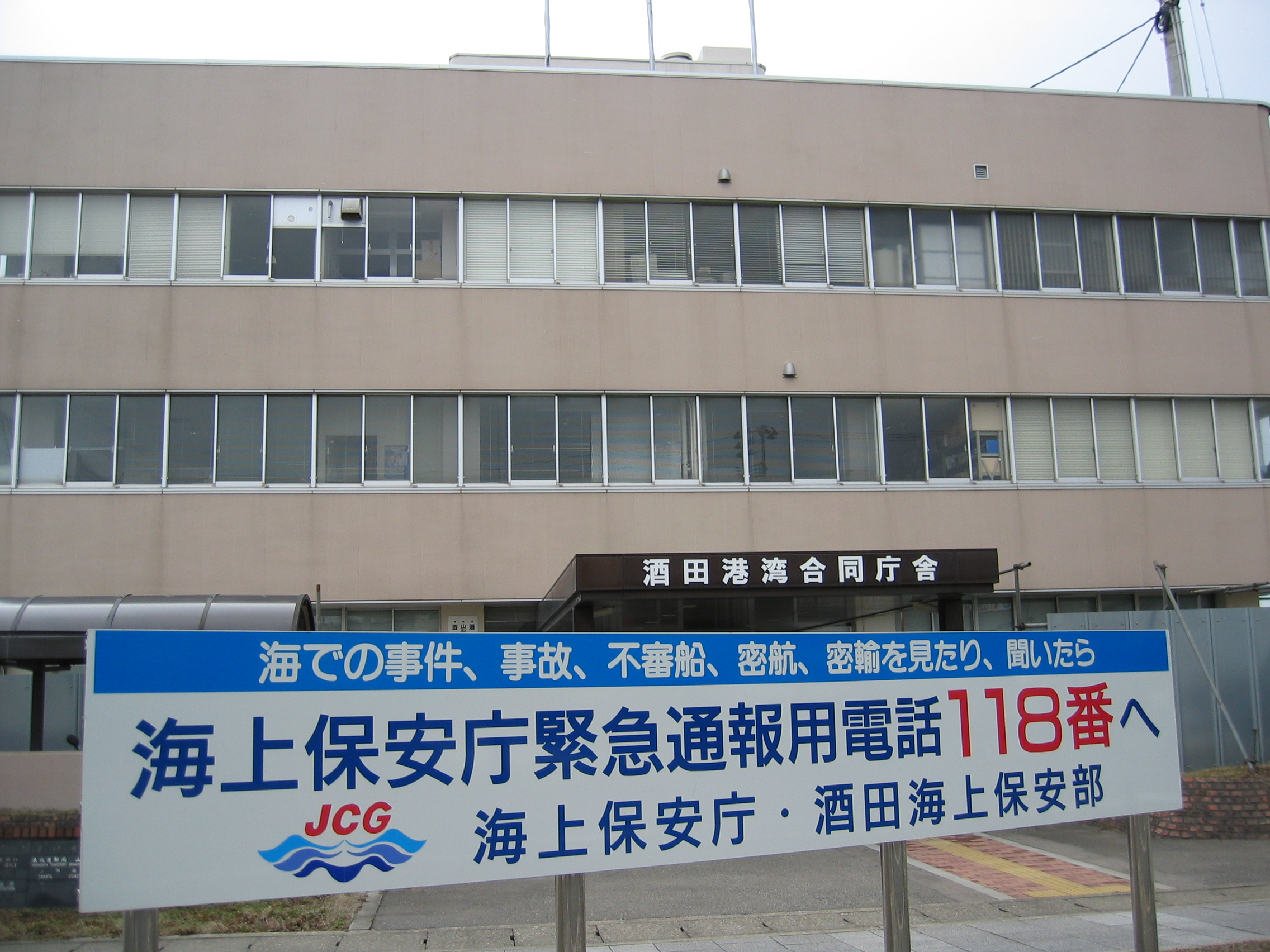
酒田海上保安部が入っている庁舎
（酒田港湾合同庁舎）

- 第二管区海上保安本部（宮城県塩竈市）

第二管区海上保安本部長
- 総務部

総務課、人事課、厚生課、経理課、補給課、情報通信課
- 警備救難部

警備課、刑事課、国際刑事課、警備情報課、救難課、環境防災課、船舶技術課
- 海洋情報部

監理課、海洋調査課
- 交通部

企画課、航行安全課、安全対策課、整備課

- 青森海上保安部（青森県青森市：青森港）
- 八戸海上保安部（青森県八戸市）
- 釜石海上保安部（岩手県釜石市）
  - 宮古海上保安署（岩手県宮古市）
- 宮城海上保安部（宮城県塩竈市）
  - 石巻海上保安署（宮城県石巻市）
  - 気仙沼海上保安署（宮城県気仙沼市）
- 秋田海上保安部（秋田県秋田市）
- 酒田海上保安部（山形県酒田市）
- 福島海上保安部（福島県いわき市）
- 仙台航空基地（宮城県岩沼市：仙台空港）

## 保有船艇・航空機

### 巡視船・巡視艇

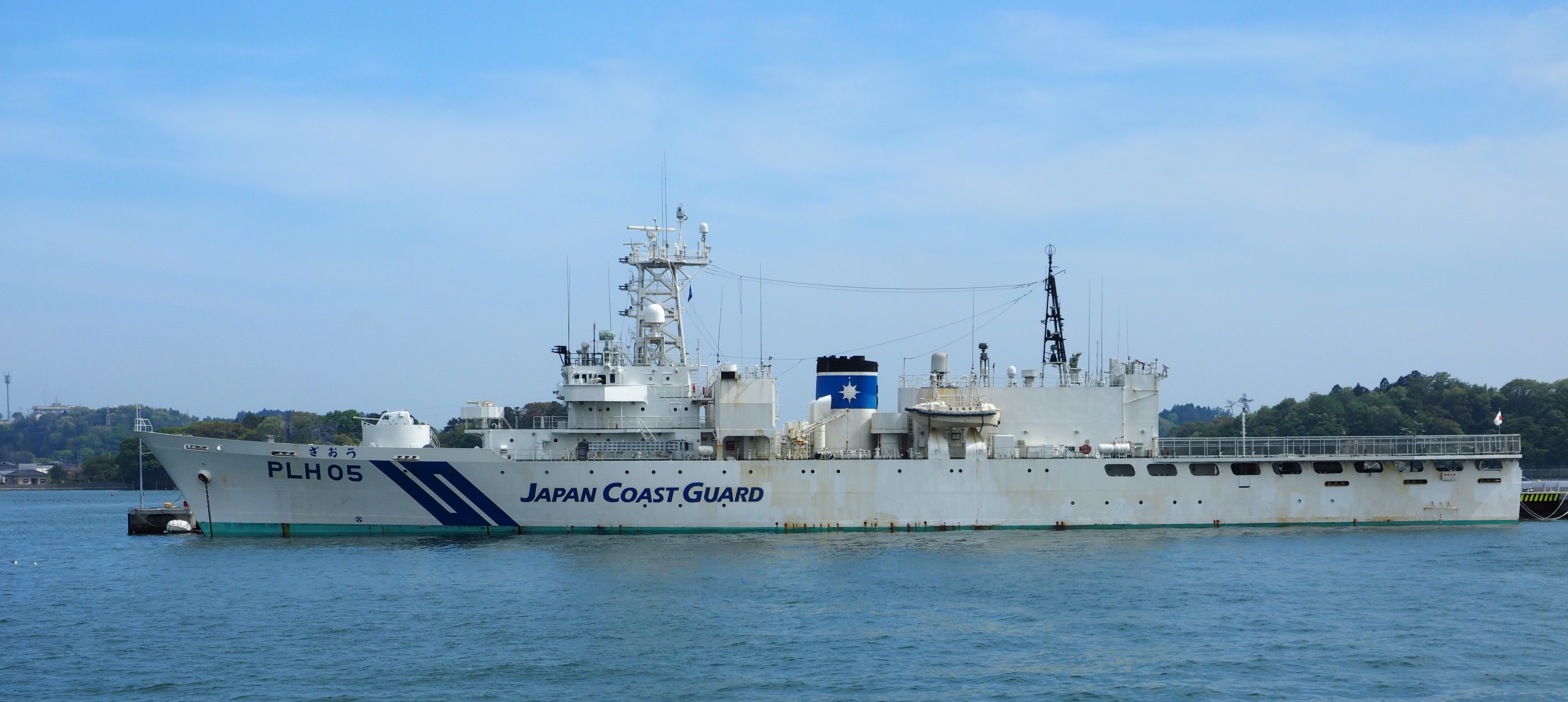
PLH-05 ざおう。塩釜港にて、2015年

| 所属           | 所属           | 巡視船            | 巡視船           | 巡視船                         | 巡視艇            | 巡視艇            | その他                        |
| 所属           | 所属           | PLH / PL          | PM               | PS                             | PC                | CL                | その他                        |
| -------------- | -------------- | ----------------- | ---------------- | ------------------------------ | ----------------- | ----------------- | ----------------------------- |
| 宮城海上保安部 | 宮城海上保安部 | ざおう（PLH05）   |                  |                                | うみぎり（PC127） | しらはぎ（CL125） |                               |
| 宮城海上保安部 | 宮城海上保安部 | くりこま（PL64）  |                  |                                | うみぎり（PC127） | しらはぎ（CL125） |                               |
| 宮城海上保安部 | 宮城海上保安部 | まつしま（PL74）  |                  |                                | うみぎり（PC127） | しらはぎ（CL125） |                               |
|                | 石巻署         |                   |                  |                                |                   | しまかぜ（CL59）  | 監視取締艇 ぺるせうす（SS70） |
| 気仙沼署       |                |                   |                  |                                | ささかぜ（CL204） |                   |                               |
| 青森海上保安部 | 青森海上保安部 |                   | おいらせ（PM23） |                                |                   | さわかぜ（CL103） |                               |
| 青森海上保安部 | 青森海上保安部 | ひばかぜ（CL175） | おいらせ（PM23） |                                |                   |                   |                               |
| 八戸海上保安部 | 八戸海上保安部 | しもきた（PL06）  | まべち（PM40）   |                                |                   | むつかぜ（CL77）  |                               |
| 八戸海上保安部 | 八戸海上保安部 | しもきた（PL06）  | まべち（PM40）   | むつぎく（CL75）               |                   |                   |                               |
| 釜石海上保安部 | 釜石海上保安部 |                   | きたかみ（PM56） |                                |                   | きじかぜ（CL72）  |                               |
|                | 宮古署         |                   |                  |                                |                   | はつかぜ（CL73）  |                               |
| 秋田海上保安部 | 秋田海上保安部 | でわ（PL42）      |                  | しんざん（PS20）               |                   | すぎかぜ（CL144） |                               |
| 酒田海上保安部 | 酒田海上保安部 |                   |                  | 高速特殊警備船 つるぎ（PS201） |                   | べにばな（CL104） |                               |
| 福島海上保安部 | 福島海上保安部 |                   | あぶくま（PM31） |                                |                   | てるかぜ（CL58）  | 監視取締艇 すばる（SS33）     |
| 福島海上保安部 | 福島海上保安部 | なつい（PM58）    |                  |                                |                   | てるかぜ（CL58）  | 監視取締艇 すばる（SS33）     |

### 航空機
二管は固定翼機2機、回転翼機3機を保有している。
また、海上保安学校宮城分校が訓練用回転翼機3機を保有している。
| 所属                           | 所属                           | 機型番号 + 通称 | 機型番号 + 通称 | 機体記号 | 機種             |
| ------------------------------ | ------------------------------ | --------------- | --------------- | -------- | ---------------- |
| 宮城海上保安部（ざおう搭載機） | 宮城海上保安部（ざおう搭載機） | MH920           | うみねこ        | JA920A   | シコルスキーS76D |
| 仙台航空基地                   | 仙台航空基地                   | MA861           | はくたか1       | JA861A   | ビーチ350        |
| 仙台航空基地                   | 仙台航空基地                   | MA865           | はくたか2       | JA865A   | ビーチ350        |
| 仙台航空基地                   | 仙台航空基地                   | MA866           | はくたか3       | JA866A   | ビーチ350        |
| 仙台航空基地                   | 仙台航空基地                   | MA871           | あおばずく      | JA871A   | ビーチ350        |
| 仙台航空基地                   | 仙台航空基地                   | MH965           | うみすずめ1     | JA965A   | アグスタAW139    |
| 仙台航空基地                   | 仙台航空基地                   | MH968           | うみすずめ2     | JA968A   | アグスタAW139    |
|                                | 海上保安学校 宮城分校訓練機    | SH181           | おおるり1       | JA181A   | ベル505          |
| SH182                          | 海上保安学校 宮城分校訓練機    | おおるり2       | JA182A          |          | ベル505          |
| SH183                          | 海上保安学校 宮城分校訓練機    | おおるり3       | JA183A          |          | ベル505          |
| SH184                          | 海上保安学校 宮城分校訓練機    | おおるり4       | JA184A          |          | ベル505          |